# Palaeomolis rupicola
Palaeomolis rupicola är en fjärilsart som beskrevs av Grum-grshimailo 1890. Palaeomolis rupicola ingår i släktet Palaeomolis och familjen björnspinnare. Inga underarter finns listade i Catalogue of Life.